# Хамлет на Сави
„Хамлет на Сави” је југословенски документарни ТВ филм из 1976. године. Режирао га је Ратко Илић који је написао и сценарио.

## Улоге
| Глумац            | Улога |
| ----------------- | ----- |
| Владимир Висотски |       |